# Enrico Combi
Enrico Combi (Milano, 28 aprile 1832 – Milano, 6 gennaio 1906) è stato un architetto e ingegnere italiano.

## Biografia
Nato da Giuseppe e da Maria Pirola, compì gli studi presso la facoltà di matematica dell'Università di Pavia, si iscrisse poi all'Accademia di Brera e trascorse il periodo di tirocinio necessario al conseguimento della patente di ingegnere architetto presso lo studio dell'architetto Giuseppe Balzaretto (1801-1874) del quale divenne il principale assistente.
Col Balzaretto collaborò nei lavori per i giardini pubblici di Porta Venezia a Milano (1856-1862), per il sottopassaggio oggi non più esistente di via Principe Umberto verso la vecchia stazione Centrale (1865) e per il palazzo della Cassa di risparmio (1869-1872).
Alla morte del Balzaretto avvenuta nel 1874, il Combi e l'architetto Giuseppe Sizzo furono designati come eredi e continuatori dello studio e portarono quindi a termine alcune opere precedentemente cominciate fra cui villa Ponti a Varese, villa Giovanelli a Lonigo e la cappella Poldi Pezzoli a Bellagio.
Ancora a Milano progettò casa Frizzi in via Monte di Pietà, i padiglioni dell'Istituto oftalmico sulla via Castelfidardo realizzati a partire dal 1885; sempre a Milano è del Combi il palazzo della stagionatura delle sete in via Solferino, palazzo Turati in via Meravigli e, sul Foro Bonaparte, il Palazzo della Società per le Strade Ferrate del Mediterraneo eretto su una parte di proprietà dell'ex palazzo Litta, che dopo il fallimento dell'antica nobile famiglia proprietaria veniva ampliato e adattato a sede della direzione delle società ferroviaria.
Per la grande l'Esposizione nazionale del 1881 in Milano, il Combi fu insieme all'architetto Emilio Alemagna commissario aggregato per le decorazioni e gli addobbi sotto la direzione del principe Cesare Castelbarco e del cavalier Ettore Ponti; con Emilio Bisi e Archimede Sacchi fece parte della commissione artistica incaricata di assistere l'architetto Giovanni Ceruti nella progettazione dei padiglioni dell'Esposizione. Sempre per la medesima Esposizione curò la progettazione della più grande delle cinque fontane decorative, larga 26 metri e con un getto d'acqua alto 20 metri.
Il Combi morì settantaquattrenne a Milano nel 1906 nella sua casa di via Fatebenefratelli lasciando la vedova e quattro figli.